# Ребун (остров)
Ребун (яп. 礼文島) — вулканический остров в Японском море примерно в 45 км от северо-западного побережья Хоккайдо к западу от города Вакканай. От соседнего острова Рисири отделен проливом Ребун. Принадлежит Японии, префектура Хоккайдо, округ Соя, уезд Ребун. Площадь острова — 81,33 км², в длину — 29 км, в ширину до 8 км.

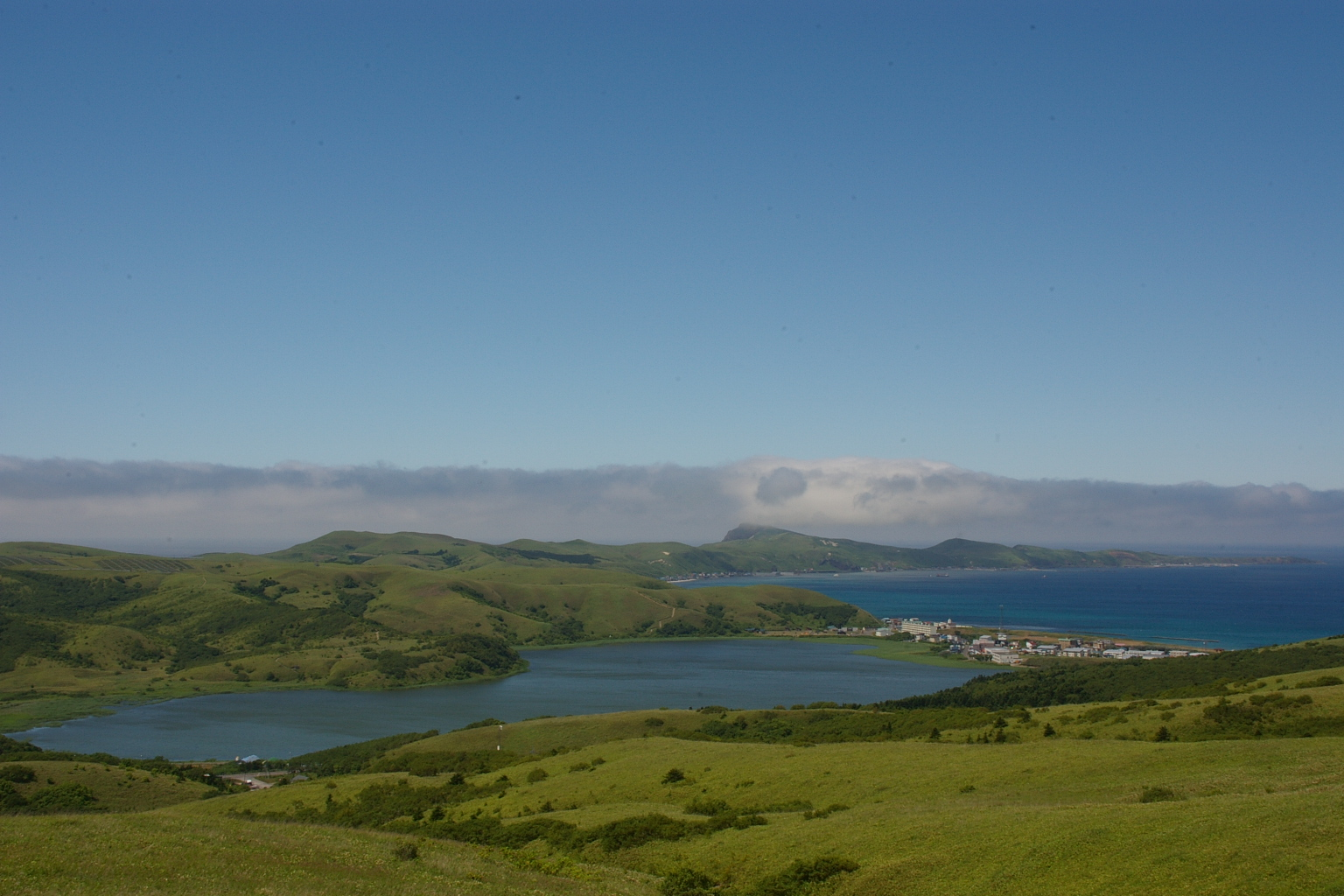
Озеро Kusyu на острове Ребун

Название острова происходит от айнского Реп-ун — остров открытого моря, мористый остров.

## Легенда о происхождении
Согласно айнскому преданию, остров Ребун был горой в окрестности реки Тэсио, из-за цунами он уплыл в море.

## География
Остров вулканического происхождения,  расположен в мористом прибрежье северо-западного Хоккайдо. В береговых обрывах часто встречаются столбчатые отдельности андезито-базальтов. По сравнению с соседним Рисири, Ребун невысок. Высшей точкой острова является гора Ребун, высотой 490 м.
С сопок и холмов острова в море стекает множество ручьёв. В северной части имеется пресноводное озеро Кутане. Береговая линия изрезана слабо. Лишь на северном побережье имеется крупный залив Фунадомари. По соседству с островом Ребун (в 1 км к северу) имеется небольшой остров Тодо, ск. Осори, риф Янагиносё и ряд других.
Климат на острове умеренный морской (в самой Японии климат Ребуна классифицируется как субарктический влажный). Остров омывает тёплое течение Соя. Суточная амплитуда температуры невелика. Абсолютный максимум +31,0 °C (26.07.1989), абсолютный минимум −19,4 °C (16.02.1978). На острове выпадает много осадков (от 709 мм в 1979 до 1247 мм в 1999), зимой стоит пасмурная ветреная погода.
Из-за прохладного климата на острове альпийская флора начинает встречаться практически от уровня моря. Особенно суровы ландшафты на крутом западном побережье острова, где круглый год дуют сильные западные ветры. Здесь нет деревьев, а склоны покрыты низкорослыми зарослями бамбука. На острове обитает множество видов птиц. Наземная фауна намного беднее. Раньше встречался бурый медведь, японская выдра, но теперь это исчезнувшие виды. Змей на острове нет, лягушки встречаются в небольшом количестве. В водах вокруг острова попадаются ластоногие, касатки, изредка кит Минке.
Вместе с расположенным рядом островом Рисири и прибрежной полосой северо-западного побережья Хоккайдо (Саробецу) остров Ребун входит в состав национального парка Рисири-Ребун-Саробецу, образованного в 1974 г.

## Население
- Доисторические археологические находки, относящиеся к Охотскому периоду, были найдены в Фунадомари.
- 1456: битва между айнами kobukai и айнами isogoku произошла недалеко от нынешнего села Момонива.
- 1685: остров вошёл в состав провинции Соя графства Мацумаэ.
- 1765: Ребун, Рисири и Соя стали самостоятельными уездами.
- 1885: из города Отару налажено регулярное транспортное сообщение с островами Рисири и Ребун.
- 1924—1926 с Курильских островов завезены лисы для истребления крыс и производства пушнины. Вместе с ними была завезена инфекция. К 1963 году от неё скончались в общей сложности около 200 жителей острова. Лисы были истреблены, и в настоящее время остров является безопасным районом.

На 1 апреля 2018 года на острове числилось 2572 человека. Административный центр — посёлок Ребун. Сёла находятся, в основном, на севере, западном побережье и юге острова. Автомобильная дорога протягивается вдоль острова по восточному наиболее населённому побережью. Вдоль западного побережья идёт лесная труднопроходимая дорога. Основное направление экономической деятельности — туризм. По острову пролегают пешеходные маршруты, где туристы смогут увидеть альпийскую флору, живописные нагромождения скал. В последние годы ластоногие стали чаще появляться на лежбищах на северном побережье. В 2007 году была пробурена скважина с термальными водами. На острове Ребун есть два горнолыжных курорта: горнолыжный курорт Фудзимигаока и горнолыжный курорт Озеро Кузугава. Они являются самыми северными горнолыжными курортами Японии.

## Транспорт
На Ребун можно добраться из Вакканая морем: каждый день ходят три парома на Рисири, и, раз в день паром заходит и на соседний остров Ребун. Время в пути — 1 час 40 минут, цена билета в один конец — ¥1880 (около $20). С мая по сентябрь число паромов увеличивается до четырёх в день, а в январе-феврале снижается до двух.
В посёлке Ребун находится аэропорт Ребун.

## Палеогенетика и археология
- Исследование ДНК древней жительницы Японии из погребения эпохи Дзёмон в Фунадомари (Funadomari) показало, что у неё были светло-карие глаза, вьющиеся тёмные волосы, смуглая кожа и веснушки. Определена митохондриальная гаплогруппа N9b1[4]. Имелась мутация, позволявшая легко расщеплять жир, и мутация, обеспечивавшая высокую переносимость алкоголя[5][6]. Анализ ДНК женщины из погребения эпохи Дзёмон на острове Ребун показал, что общий предок дзёмонцев и ханьцев жил примерно 18 000 — 38 000 лет назад. Также анализ ДНК показал, что дзёмонцы генетически близки к восточноазиатским прибрежным популяциям от российского Дальнего Востока до Корейского полуострова, в том числе к коренным жителям Тайваня[7]. Японцы, ульчи, корейцы, коренные жители Тайваня и филиппинцы генетически ближе к дзёмонке F23, чем к ханьцам[4].
- У представителя культуры Дзёмон F5, жившего на острове Ребун примерно 3500—3800 лет назад, определена Y-хромосомная гаплогруппа D1b2a-CTS220[8] и митохондриальная гаплогруппа N9b1[4]. У образца I6341 (Burial 5, JOM_137, 1500—1000 лет до н. э., Funadomari) определена Y-хромосомная гаплогруппа D-M174/F1344>D1b-M64.1>Z1516 и митохондриальная гаплогруппа N9b1[9].
- Охотская культура развивалась на острове Ребун на протяжении VI—XI веков. Митохондриальная ДНК взрослых медведей (более трёх лет) со стоянок охотской культуры на острове Ребун ближе к северо-центральной линии медведей с острова Хоккайдо. Ювенильные древние медведи острова Ребун (менее одного года) произошли от линии медведей из южной части Хоккайдо, которая принадлежала к культуре Эпи-Дзёмон[10]. У представителя охотской культуры NAT004 с острова Ребун определили митохондриальную гаплогруппу D4m2a[11].